# Gaspacho
Pour le ragoût espagnol ou pied-noir, voir gaspacho manchois.
Ne pas confondre avec le carpaccio, une préparation de viande de bœuf crue coupée en tranches très fines.
Le gaspacho (de l'espagnol gazpacho) est un potage servi froid, à base de tomates crues, légumes crus mixés et huile d'olive, très répandu en été dans le sud de l'Espagne (Andalousie) et le sud du Portugal (plus exactement en Alentejo et en Algarve, avec le gaspacho alentejo).
Le mot gazpacho vient de l'adjectif caccabaceus, qui signifie en latin "relatif au chaudron" (caccabus) et s'appliquait à l'époque impériale romaine à un type de pain similaire à celui utilisé aujourd'hui pour préparer le gaspacho manchois.

## Préparation
Variante de l'ajoblanco de la cuisine andalouse (sans tomate, probablement issue de la cuisine de la Rome antique ou cuisine grecque antique) cette recette estivale rafraîchissante est à l'origine préparée avec des tomates bien mûres crues (arrivées en Espagne au XVIe siècle avec la conquête de l'Amérique de l'Empire espagnol,) le tout allongé avec de l'eau ou des glaçons.

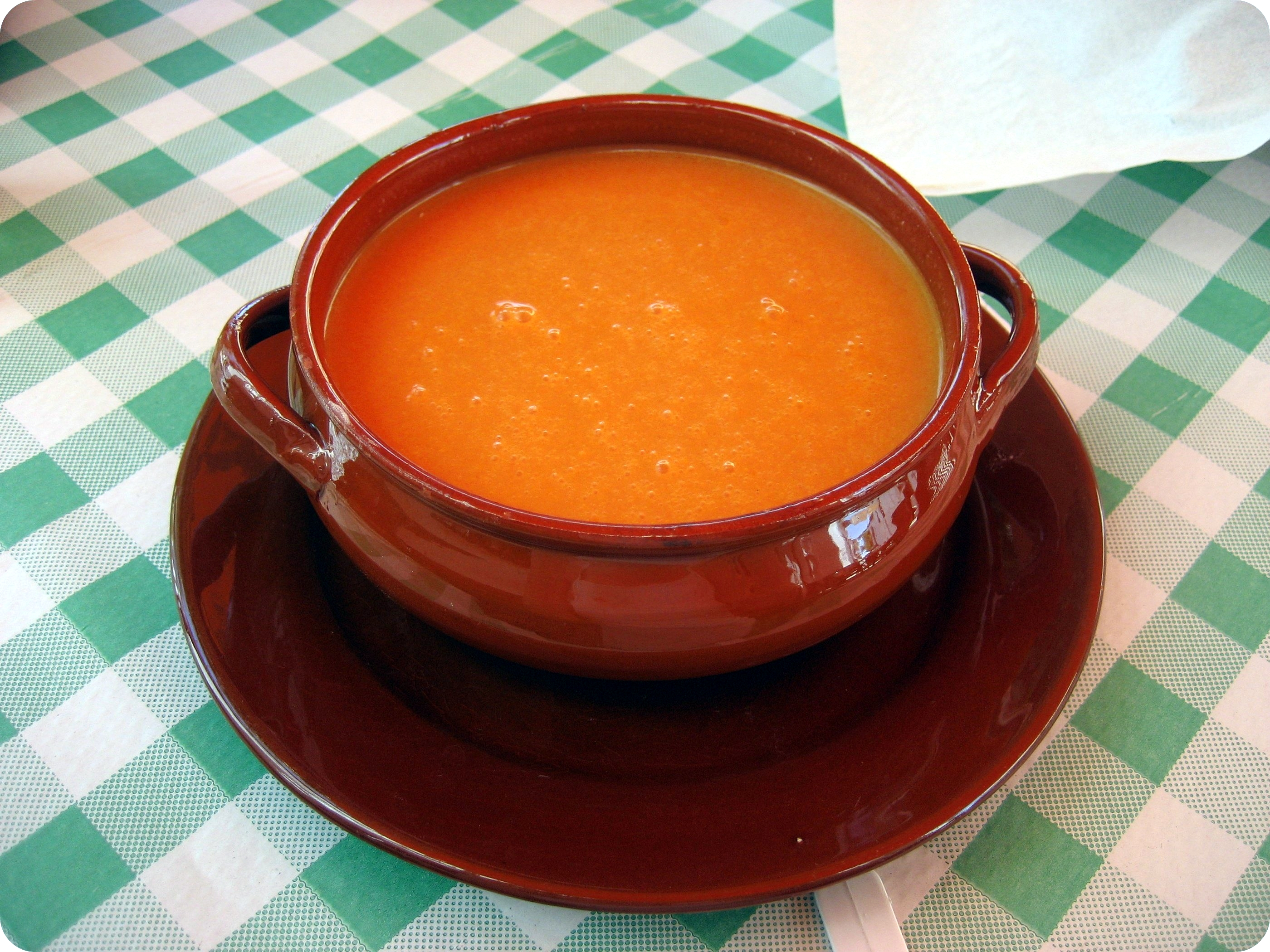
Gaspacho andalou espagnol.
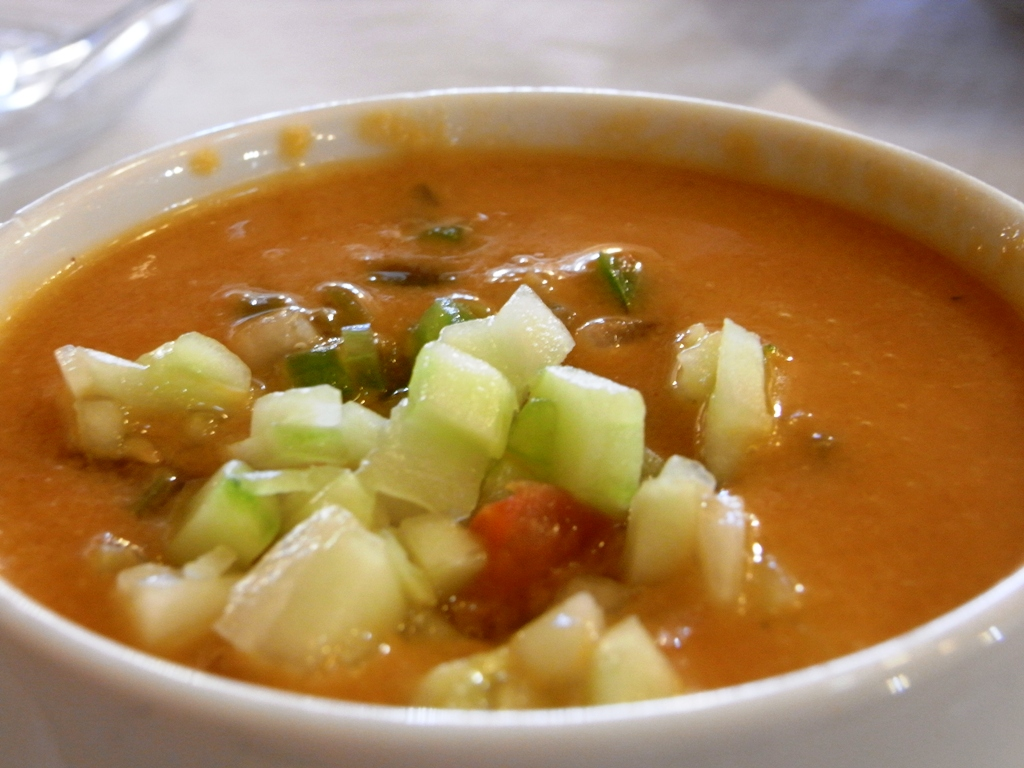
Gaspacho andalou.
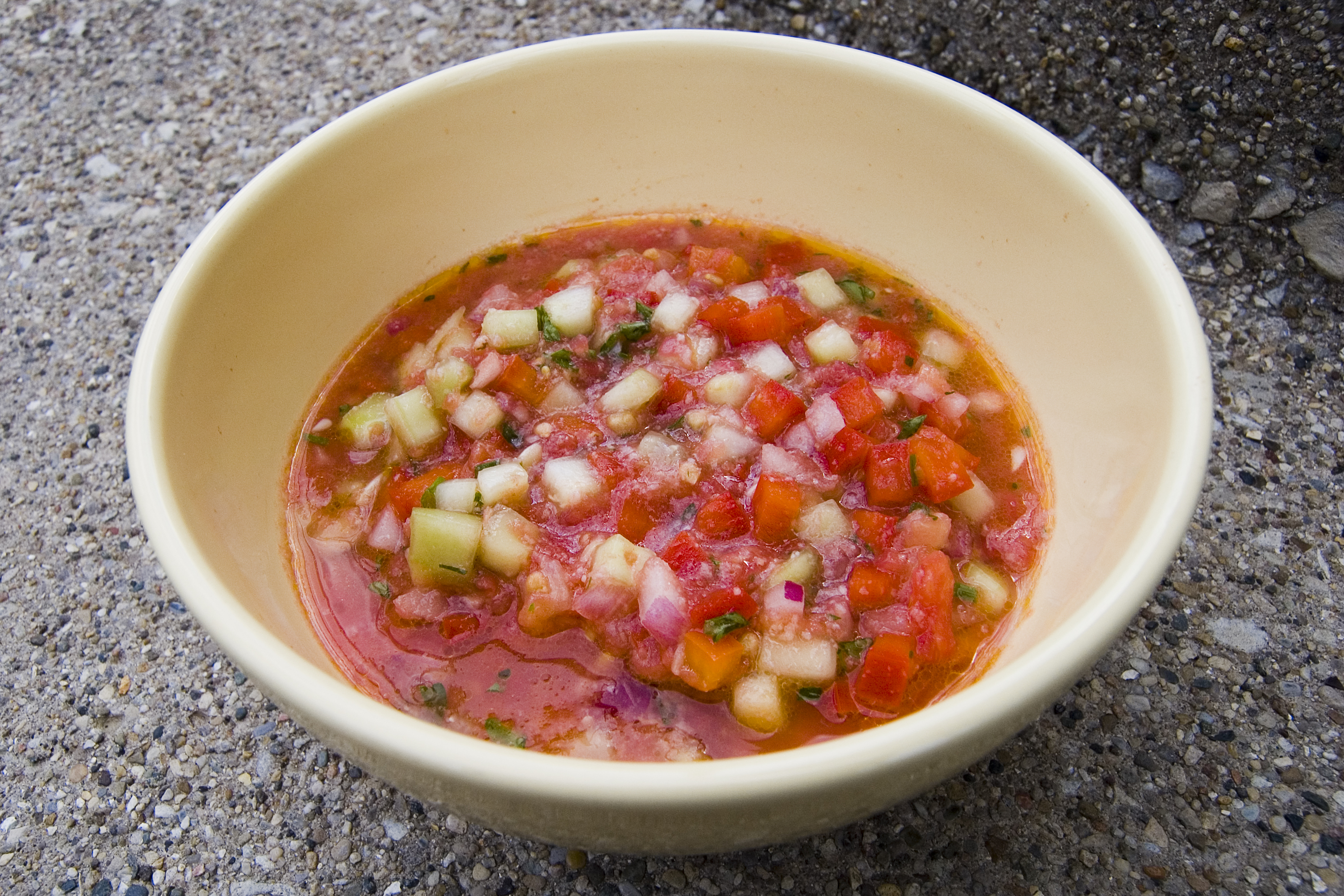
Gaspacho alentejo portugais.

Aux tomates peuvent être ajoutés de la mie de pain ainsi que des légumes crus tels que concombre, poivron ou oignon. Cette préparation liquide peut être agrémentée ou relevée avec de l'ail, sel, poivre, huile d'olive, vinaigre de xérès, et condiments. Après être laissée environ deux heures au réfrigérateur, le mélange est mixé, puis servi froid ou glacé, avec ou non des légumes coupés en dés, ou des croûtons de pain...

## Quelques variantes
Le gaspacho peut se préparer selon de nombreuses variantes traditionnelles régionales, avec par exemple :
- gaspacho andalou

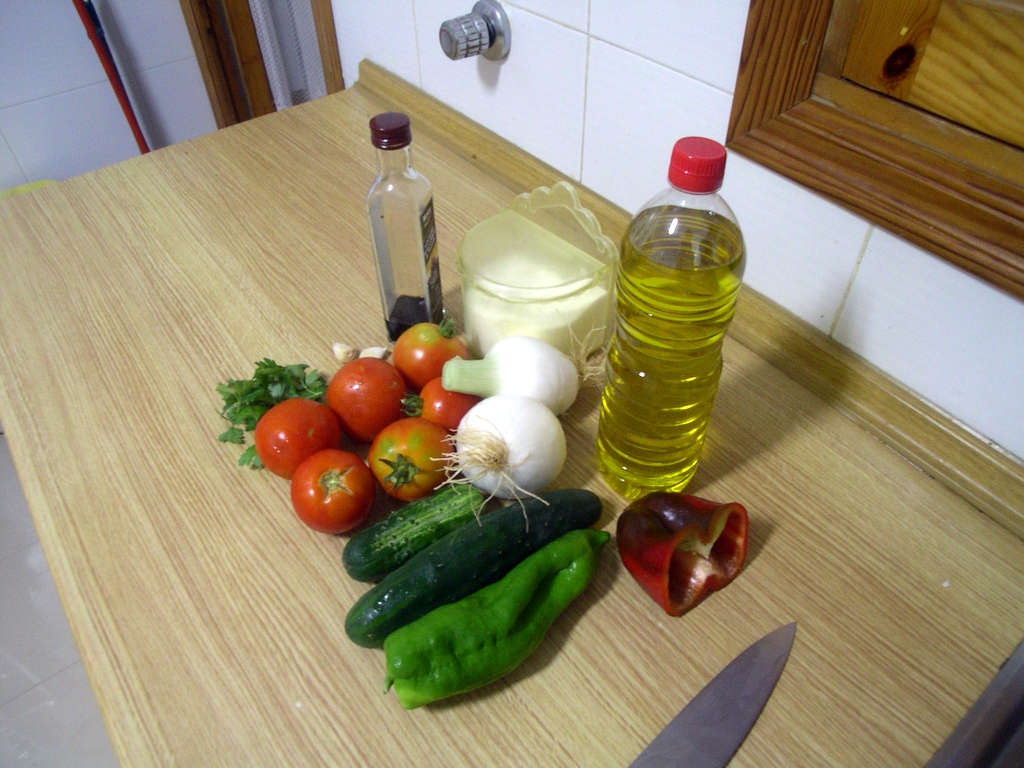
Ingrédients

- salmorejo, avec du jambon cru (jambon ibérique, ou jamón Serrano...)
- gaspacho estrémadurien et gaspacho alentejo du Portugal, qui se ressemblent
- gaspachos d'Algarve.
- porra antequerana

## Diététique
Comme il est composé de légumes crus, le gaspacho contient plus de vitamines qu'un potage de légumes cuits.

## Cinéma et littérature
- 1605 : Don Quichotte, roman de Miguel de Cervantes, avec la citation de Sancho Panza « Je préférerai toujours me gaver de gaspacho qu’être soumis aux misères du traitement médical. »[9].
- 1973 : Astérix en Corse, de René Goscinny et Albert Uderzo. Gazpachoandalus (gaspacho andalou) est un centurion du camp romain de Babaorum du village d'Astérix et Obélix.
- 1988 : Femmes au bord de la crise de nerf, film de Pedro Almodovar.
- 2002 : Astérix et Obélix : mission Cléopâtre, film d'Alain Chabat. Caius Gaspachoandalus (gaspacho andalou) est un général romain, interprété par Pierre Tchernia, présent dans la tente de Jules César lorsque celui-ci réunit son état-major.